# Andrei Martin
Andrei Martin (n. 27 iunie 1974, Chișinău) este un antrenor de fotbal și fost fotbalist moldovean care juca pe postul de fundaș. A jucat în Divizia Națională până în 2011, la mai multe echipe, printre care Sfântul Gheorghe Suruceni și Dacia Chișinău. În prezent este antrenorul principal la Petrocub Hîncești.
Anterior a fost secundul lui Dorinel Munteanu la Astra Giurgiu (martie–aprilie 2015), echipa azeră FK Qäbälä (iunie–decembrie 2014) și la cluburile ruse Kuban Krasnodar (iulie–octombrie 2013), și Mordovia Saransk (ianuarie–iunie 2013).
Deține Licență PRO UEFA de antrenor.